# Paris-Brest
Paris-Brest je francouzský televizní film z roku 2020, který pro Arte režíroval Philippe Lioret jako adaptaci stejnojmenného románu Tanguye Viela. Film byl na kanálu Arte poprvé vysílán dne 27. března 2020.

## Synopse
Mladý student Colin už nemůže snášet své rodiče. Je znechucen jejich chamtivostí a posedlostí společenským úspěchem. Rozhodne se proto opustit rodný Brest a přestěhovat se do Paříže, aby studoval na Sorbonně. Chce, aby ho doprovodila jeho přítelkyně Élise, ta však odmítne. Před odjezdem navštíví svou babičku Manou. Je vdova a má malé osobní jmění. Odmítá však financovat projekt svého vnuka, protože by ji to o něj připravilo.
O pět let později se Colin poprvé vrací do Brestu, aby viděl svého synovce, novorozence své sestry. Setkání s rodiči je bouřlivé. Jeho babička nyní žije v pečovatelském domě, protože její zdraví se zhoršilo po šoku z krádeže. Colin doma oznámí svůj plán napsat román o své rodině, který z něj udělá autora bestsellerů. Colinovi rodiče nesdílejí nadšení svého syna a obávají se, že je tato budoucí kniha poškodí, protože je vykreslí ve špatném světle. Mezitím se Colin snaží najít svou dřívější lásku Élise. Ta už je vdaná a matka.

## Obsazení
| Anthony Bajon    | Colin    |
| Catherine Arditi | Manou    |
| Valérie Karsenti | Irène    |
| Gilles Cohen     | Eric     |
| Kévin Azaïs      | Kévin    |
| Daphné Patakia   | Élise    |
| Charlotte Déniel | Claire   |
| Alexia Chardard  | Judith   |
| Callum Houston   | Mattew   |
| Fabienne Bailly  | Marianne |